# Идрийские жликрофи
Идрийские вареники или идрийские жликрофи (словен. Idrijski žlikrofi) — блюдо из мучного теста и картофеля, близкое по составу украинским и южнорусским вареникам, рецептура которого несколько веков используется кулинарами муниципалитета Идрия в северо-западной части Словении. Европейская комиссия в 2010 году зарегистрировала это блюдо в статусе TSG (Гарантия традиционности приготовления), первым изо всех словенских продуктов.
При кажущейся простоте процесс приготовления блюда достаточно трудоёмок и состоит из нескольких этапов. После приготовления теста из муки, яиц и воды, делают начинку. Она состоит из картофеля, мелко нарезанного свиного сала (или копченого бекона), лука, зелени, специй. Фарш формуют в шарики размером с фундук и завёртывают в тонко раскатанное тесто. Тесто изгибают вокруг шарика начинки, придавая изделию характерную форму «уха». Необходимое количество вареников отваривают в подсолёной воде до всплытия. Подают обжаренными со шкварками или только отваренными с мясными соусами. Самый распространённый из них — «бакалка» (bakalca) из баранины или кролика.
Жликрофи являются в Идрии популярным блюдом как на домашних кухнях, так и на предприятиях общественного питания. На их производстве специализируются не менее пяти предприятий, которые поставляют на рынок около 50 тонн замороженных полуфабрикатов ежегодно. При этом согласно спецификации, оговорённой статусом TSG, они не содержат консервантов, красителей или усилителей вкуса.